# Henry Ivan Neilson
Henry Ivan Neilson né le 27 juin 1865 et mort le 27 avril 1931 à Québec est un peintre, graveur, professeur et directeur.

## Biographie
La famille de Neilson est en lien direct avec l'imprimerie à Québec depuis plusieurs générations. Son grand-père, John Neilson, est éditeur et imprimeur de la Gazette de Québec. Henry Ivan Neilson voyage pendant quelques années et étudie par la suite à la Glasgow School of Art avant de revenir à Québec en 1909 ou 1910. En 1921, on lui offre un poste de professeur où il enseigne principalement le dessin, la peinture et la gravure à l'École des beaux-arts de Québec.

## Musées et collections publiques
- Art Gallery of Hamilton
- Musée de la civilisation[4]
- Musée des beaux-arts de l'Ontario[5]
- Musée des beaux-arts du Canada[6]
- Musée McCord

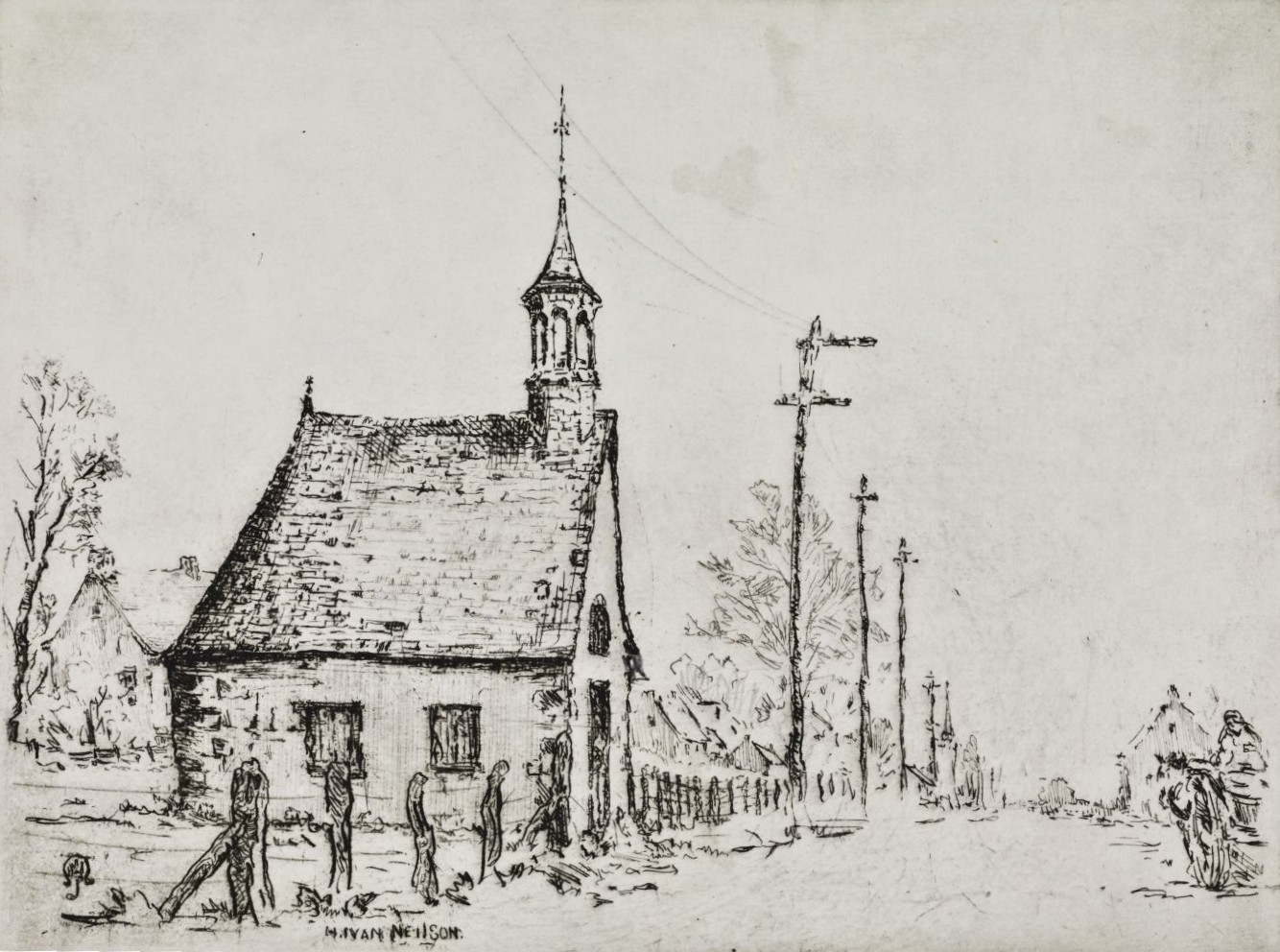
Chapelle St-Pierre, île d'Orléans, P.Q.

- Musée national des beaux-arts du Québec[7]